# Денгильчик
Денгильчи́к (укр. Денґільчік, крымскотат. Deñilçik, Денъильчик) — исчезнувшее село в Красноперекопском районе Республики Крым, располагавшееся на севере района, на берегу одного из заливов Сиваша, примерно в 2,5 км севернее современного села Смушкино.

### Динамика численности населения
- 1805 год — 99 чел.[5]
- 1864 год — 12 чел.[6]
- 1892 год — 1 чел.[7]
- 1915 год — 0/49 чел.[8][9]

## История
Первое документальное упоминание села встречается в Камеральное Описание Крыма л. А 1784 года, судя по которому, в последний период Крымского ханства Денгылчик входил в Кырп Баул кадылык Перекопского каймаканства.
После присоединения Крыма к России (8) 19 апреля 1783 года, (8) 19 февраля 1784 года, именным указом Екатерины II сенату, на территории бывшего Крымского Ханства была образована Таврическая область и деревня была приписана к Перекопскому уезду. После Павловских реформ, с 1796 по 1802 год, входила в Перекопский уезд Новороссийской губернии. По новому административному делению, после создания 8 (20) октября 1802 года Таврической губернии, Денгильчик был включён в состав Бустерчинской волости Перекопского уезда.
По Ведомости о всех селениях в Перекопском уезде состоящих с показанием в которой волости сколько числом дворов и душ… от 21 октября 1805 года в деревне Дженелчин числилось 16 дворов и 99 крымских татар. На военно-топографической карте генерал-майора Мухина 1817 года деревня Денильсы обозначена с 23 дворами. После реформы волостного деления 1829 года Денгельчик, согласно «Ведомости о казённых волостях Таврической губернии 1829 года» отнесли к Ишуньской волости (переименованной из Бустерчинской). На карте 1836 года в деревне Дженгильчик 36 дворов, как и на карте 1842 года.
В 1860-х годах, после земской реформы Александра II, деревню приписали к Ишуньской волости. В «Списке населённых мест Таврической губернии по сведениям 1864 года», составленном по результатам VIII ревизии 1864 года, Денгельчик — владельческая деревня, с 2 дворами и 12 жителями при заливе Сиваша. Согласно «Памятной книжке Таврической губернии за 1867 год», деревня стояла покинутая, ввиду эмиграции крымских татар, особенно массовой после Крымской войны 1853—1856 годов, в Турцию.
После земской реформы 1890 года Денгельчик отнесли к Воинской волости. Согласно «…Памятной книжке Таврической губернии на 1892 год», в деревне Денгельчик, составлявшей сельское общество Денгельчик, был 1 житель без домохозяйства.
По Статистическому справочнику Таврической губернии. Ч.II-я. Статистический очерк, выпуск пятый Перекопский уезд, 1915 год, в Воинской волости Перекопского уезда числился хутор Фальц-Фейна Денгильчик с 1 двором с русским населением в количестве 23 человек «посторонних» жителей, из которых 20 мужчин и 3 женщины. При хуторе числилось 805 десятин= удобной земли, в хозяйстве имелось 66 лошадей. В дальнейшем в доступных источниках не встречается.